# Kanton Annemasse-Sud
Kanton Annemasse-Sud (fr. Canton d'Annemasse-Sud) je francouzský kanton v departementu Horní Savojsko v regionu Rhône-Alpes. Skládá se ze šesti obcí.

## Obce kantonu
- Annemasse (jižní část)
- Arthaz-Pont-Notre-Dame
- Bonne
- Étrembières
- Gaillard
- Vétraz-Monthoux